# 仿聲鳥
仿聲鳥（英語：Mockingbird），本名芭芭拉·「芭比」·摩斯（Barbara "Bobbi" Morse），或稱特工19號（Agent 19）。是一名登場在漫威漫畫的虛構超級英雄角色，該角色最早在《Astonishing Tales》 #6（1971年六月）出現。
在IGN所發表的史上最受歡迎的前五十名復仇者成員中，仿聲鳥名列第四十八名 。

## 人物
芭芭拉·「芭比」·摩斯是一名十分出色的生物學天才並在大學獲得博士學位。後來芭比與自己在大學的生物學老師威爾瑪·卡爾文在一個由美國政府提供的研究項目中合作，該項目的目標即是重新製造出超級士兵血清。
在與政府合作期間，芭比出色的表現引起了神盾局的注意，並獲邀參加他們的訓練，使芭比學到了許多間諜技術。之後芭比加入了神盾局，第一項任務是去招攬叢林戰士卡-札爾，並暗中調查神盾局的內奸。
在完成任務的途中，芭比與卡-札爾相戀，但卡-札爾不願離開自己的家鄉，最後兩人只能分手。
在神盾局任職的期間，某次芭比去調查一個反派交叉火的陰謀時與透過不同管道調查而來的鷹眼相遇，兩人開始聯手，這促進了兩人之間的關係。
芭比和鷹眼的熱戀很快成了定局，最後兩人結婚並一同到了美國西海岸成立了西岸復仇者在那定居。
經歷過多場風雨後，仿聲鳥與鷹眼的感情一度產生了危機，但最後兩人還是決定要攜手共進。而在某次事件中，仿聲鳥遭到史克魯爾人暗中俘獲，並派人假冒成她，其他復仇者成員並未意識到仿聲鳥遭人調包。之後這個假冒者為了救鷹眼而死去，悲傷的復仇者們埋葬了她。
直到秘密入侵事件時，仿聲鳥才終於逃出囚禁，並和當時改名為浪人的鷹眼相遇，仿聲鳥說出了許多只有兩人之間才知道的祕密，這才讓鷹眼相信了她被擄走的事實。
仿聲鳥後來與鷹眼保持著離婚的朋友關係，並一起共同對抗諾曼·奧斯朋率領天錘局的黑暗統治。

## 能力
在最初，仿聲鳥是沒有超能力的。她有著非凡的武術身手，標誌性的武器是一對短棍。
後來仿聲鳥受到致命傷，尼克·福瑞為了救她而給她注射了一種新研發的超級士兵血清，這使她有了如美國隊長的自癒能力和超凡體能。

## 其他媒體

### 動畫
- 《復仇者聯盟：史上最強英雄戰隊》：由伊麗莎白·戴利（英语：E. G. Daily）配音[2]。

### 漫威電影宇宙
漫威電影宇宙中，芭芭拉·摩斯與特工19號為不同角色。
- 芭芭拉·摩斯，由阿德琳妮·帕里奇飾演。
  - 《神盾局特工》（2014-2016年）：在第二季第五集「籠中之鳥」[3][4]以客串身分登場[5]，直到同季第十一集「餘震」[6][7]才成為本劇主要演員之一。
  - 《最高通緝》：原預定播出，但最終遭到取消。
- 特工19號，本名蘿拉·巴頓，由琳达·卡德里尼飾演。
  - 電影《復仇者聯盟2：奧創紀元》（2015年）
  - 電影《復仇者聯盟4：終局之戰》（2019年）
  - 劇集《鷹眼》（2021年）

### 電子遊戲
- 《MARVEL未來之戰》：手機遊戲，仿聲鳥為玩家可使用角色之一。